# Kondaa
Kondaa  est un circuit de montagnes russes situées à Walibi Belgium à Limal, dans la Province du Brabant wallon. Avec cinquante mètres de haut, elles sont les plus hautes et plus rapides montagnes russes sur les marchés français et du Benelux. Du constructeur Intamin, elles sont localisées à l'ouest du parc le long de la route nationale 238, derrière la Dyle et Calamity Mine.

## Historique
Walibi annonce le 22 juin 2017 son plan d'investissements qui consiste à transformer 75 % du parc en créant huit zones thématiques : Worlds of Walibi. Dix nouvelles attractions sont également prévues. Le montant des investissements s'élève à 100 millions d'euros,,.

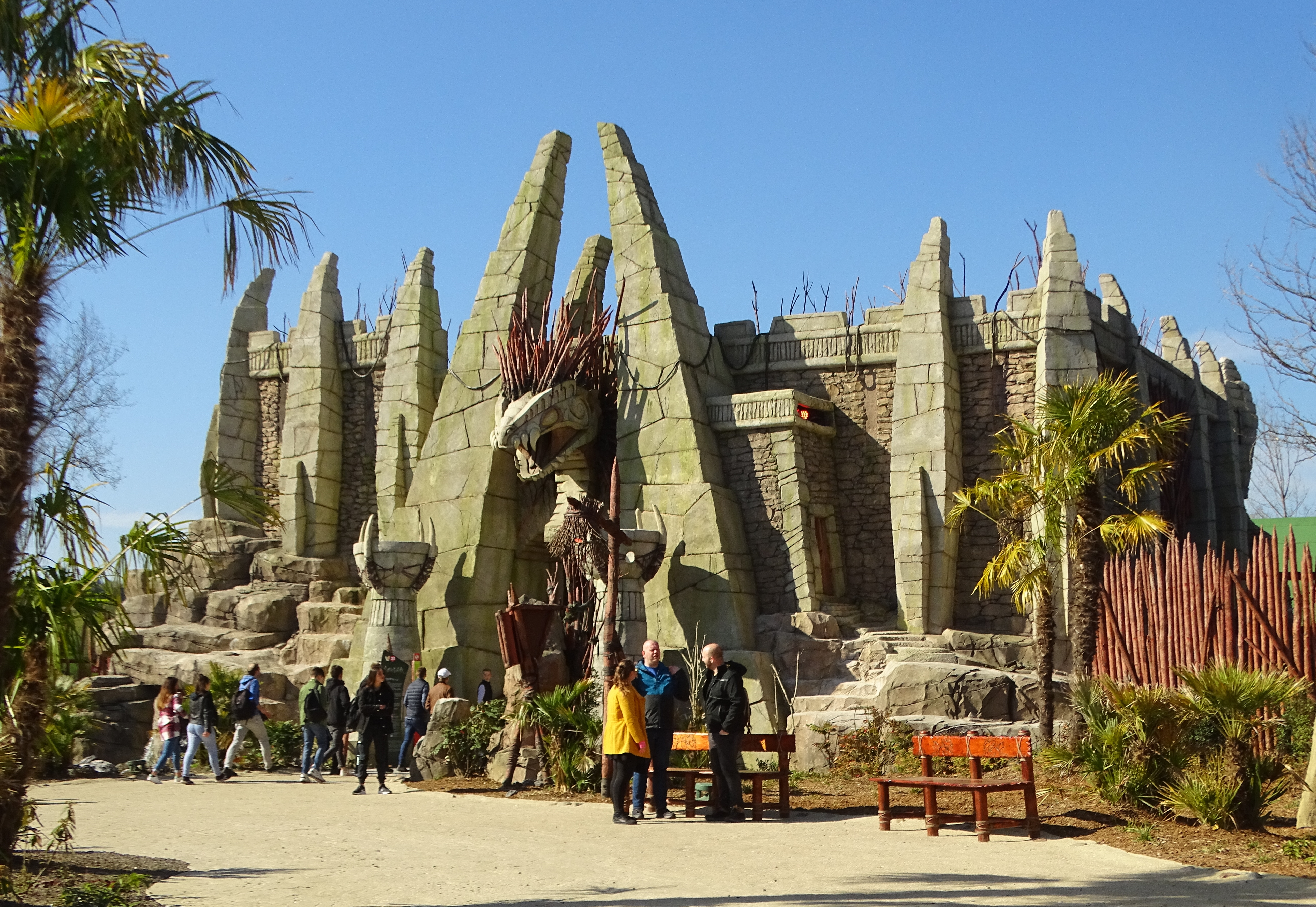
La gare de Kondaa.

En 2018 est inauguré Tiki-Waka au fond du parc agrémenté d'un thème polynésien pour décorer cette zone rebaptisée Exotic World, anciennement nommée Zone Caraïbes de 1992 à 1997,.
La plus grosse partie arrive en 2021, grâce à l'ajout de Kondaa, les montagnes russes les plus hautes et les plus rapides du Benelux,. Cette attraction est installée sur les 45 000 m2 d'une extension d'Exotic World, dans une nouvelle zone à l’extrême ouest du parc inexploitée jusqu'alors,. La thématique est africaine et 16 000 végétaux y sont plantés. Selon le scénario, Kondaa est une créature étrange à l'allure de serpent qui effraie les anciennes tribus indigènes.
« La légende dit qu'il y a 5 000 ans, il existait une créature effrayante. Quiconque essayait de la combattre l'a payé de sa vie, à l'exception d'un brave guerrier qui a réussi à apprivoiser ce monstre gigantesque et à lui en arracher un œuf. Oublié jusqu'à aujourd'hui, l'œuf éclot et le monstre est de retour : Kondaa. »
L'attraction pour enfants Stunt Flight de type Barnstormer du fabricant Zamperla ouverte en 2001 prend place près des montagnes russes sous le nom de Kondaala,. Il s'agit du quatrième parcours de montagnes russes ouvert depuis 2016 après Pulsar, Tiki-Waka et Fun Pilot. Avec le retour du circuit de Zierer projeté pour 2022, le parc sera doté de dix montagnes russes.
Le concepteur artistique est Julien Bertévas. Les investissements réalisés en 2021 atteignent vingt-cinq millions d'euros,,, dont environ la moitié pour l'attraction. Le compositeur de la bande originale est Benjamin Ribolet.

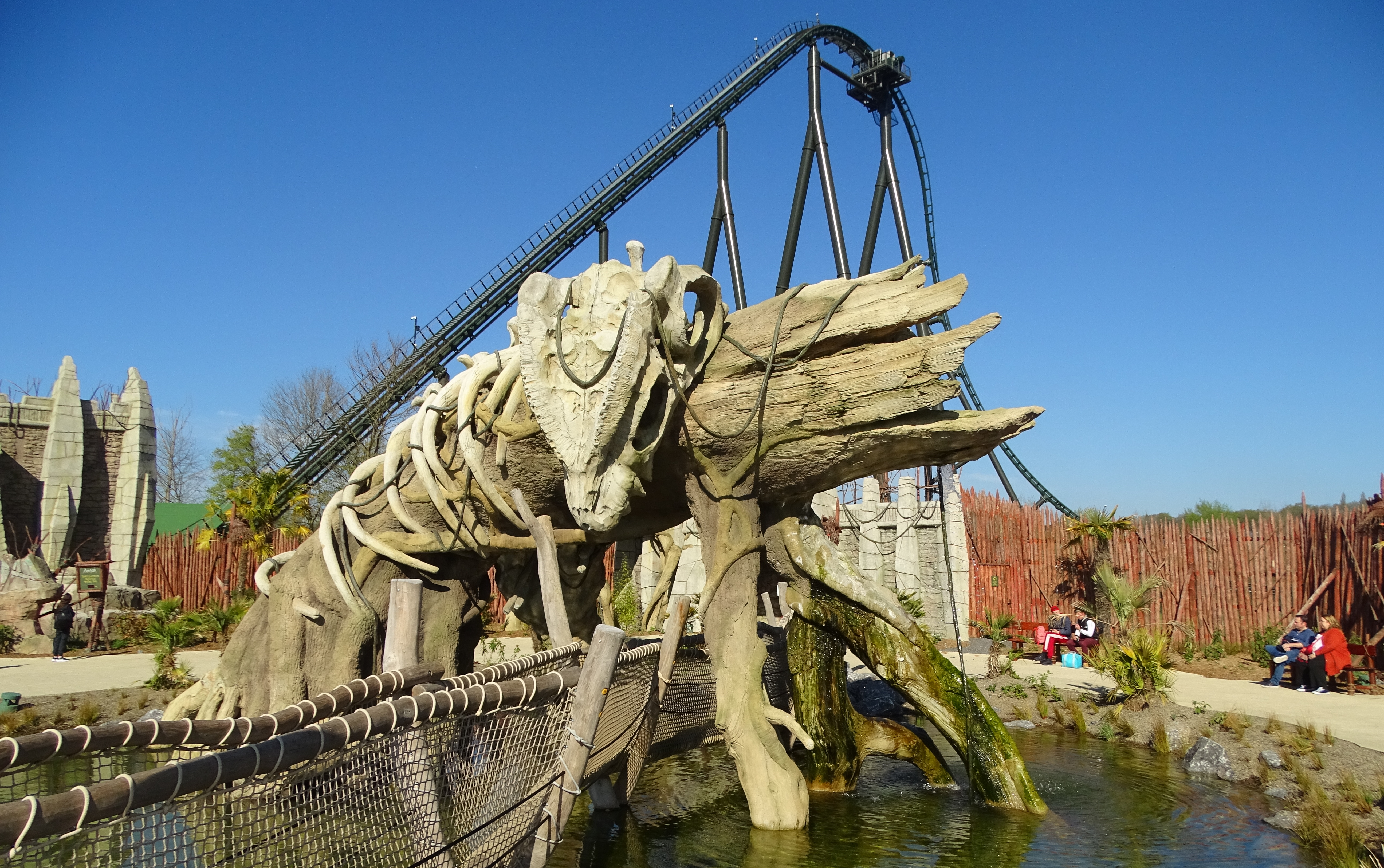
La zone thématique.

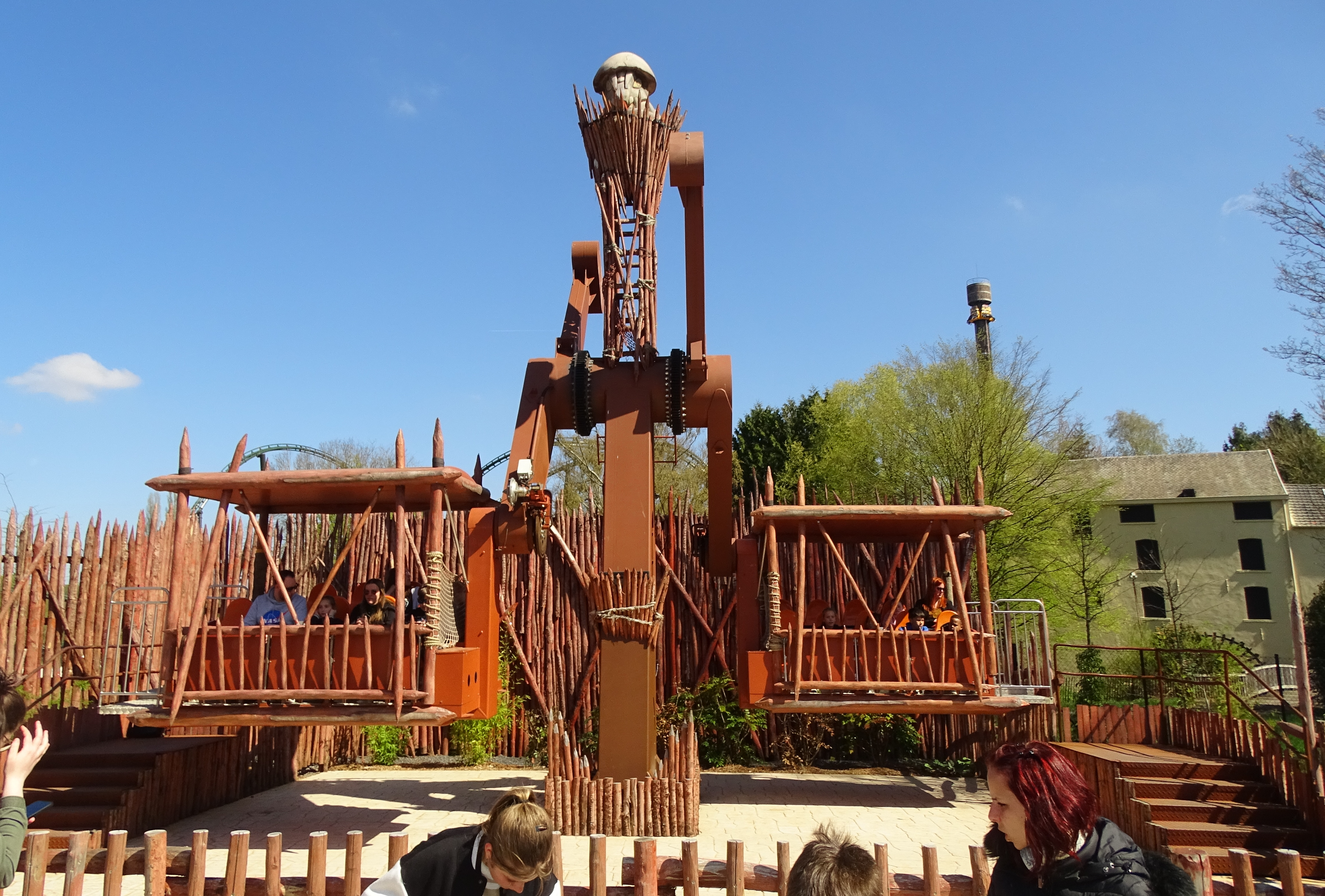
Kondaala vient compléter la zone.

Le parc obtient en août 2018 un permis pour — entre autres — étendre sa superficie. L'attraction peut de ce fait être édifiée sur les terrains envisagés. Le salon spécialisé IAAPA Attractions Expo 2018 ouvre le 13 novembre à Orlando. Dans le cadre de ce salon, Intamin annonce de nouveaux projets, dont un futur Mega Coaster à Walibi Belgium pour 2021 doté de figures sur le parcours qualifiées d'« impressionnantes [et] uniques […] jamais vues » par le site spécialisé blooloop.com. Ce même site considère Kondaa comme l'une des vingt meilleures attractions à sensations de 2021, en l'occurrence elle atteint la 7e position.
La phase de déboisement débute en août 2019. En mars et avril 2020, le chantier de Kondaa est suspendu durant plus d'un mois en raison de la pandémie de Covid-19. Les premiers rails sont livrés en juillet. Lors du chantier, le sommet de l'attraction est atteint le 6 août.
L'ouverture de Kondaa est jumelée à une importante campagne de communication.

## Circuit
Le circuit comprend quinze airtimes. Il est le premier Mega Coaster à en proposer autant. Le parcours débute par une première chute à torsion latérale à 80° (80° side twisting first drop of 80°), cet élément est inédit sur les montagnes russes françaises et du Benelux. Capables d'accueillir vingt-quatre passagers, deux trains composés de six wagons dotés de deux rangées circulent sur les rails verts soutenus par des supports kakis.
Sans inversion, le circuit est composé d'une figure inédite, un non-inverted cobra roll.
Procurant un airtime de deux secondes, une ligne droite inclinée à 90° sur une bosse est une autre innovation nommée Wall Stall (décrochage mural). Le parcours propose un élément inédit qui procure deux airtimes projetant latéralement le passager ; il est appelé Side Banked Double Down.
Les montagnes russes sont les plus hautes et plus rapides montagnes russes sur les marchés français et du Benelux. Jusqu'alors, les plus hautes du Benelux sont Goliath à Walibi Holland avec 46 mètres et les plus rapides sont Fury à Bobbejaanland avec 107 km/h. De plus, les plus hautes montagnes russes françaises sont jusqu'alors à égalité The Monster à Walygator Parc, OzIris au parc Astérix et Triops au parc Bagatelle avec quarante mètres. Les plus rapides sont Rock 'n' Roller Coaster au parc Walt Disney Studios avec 91,7 km/h.

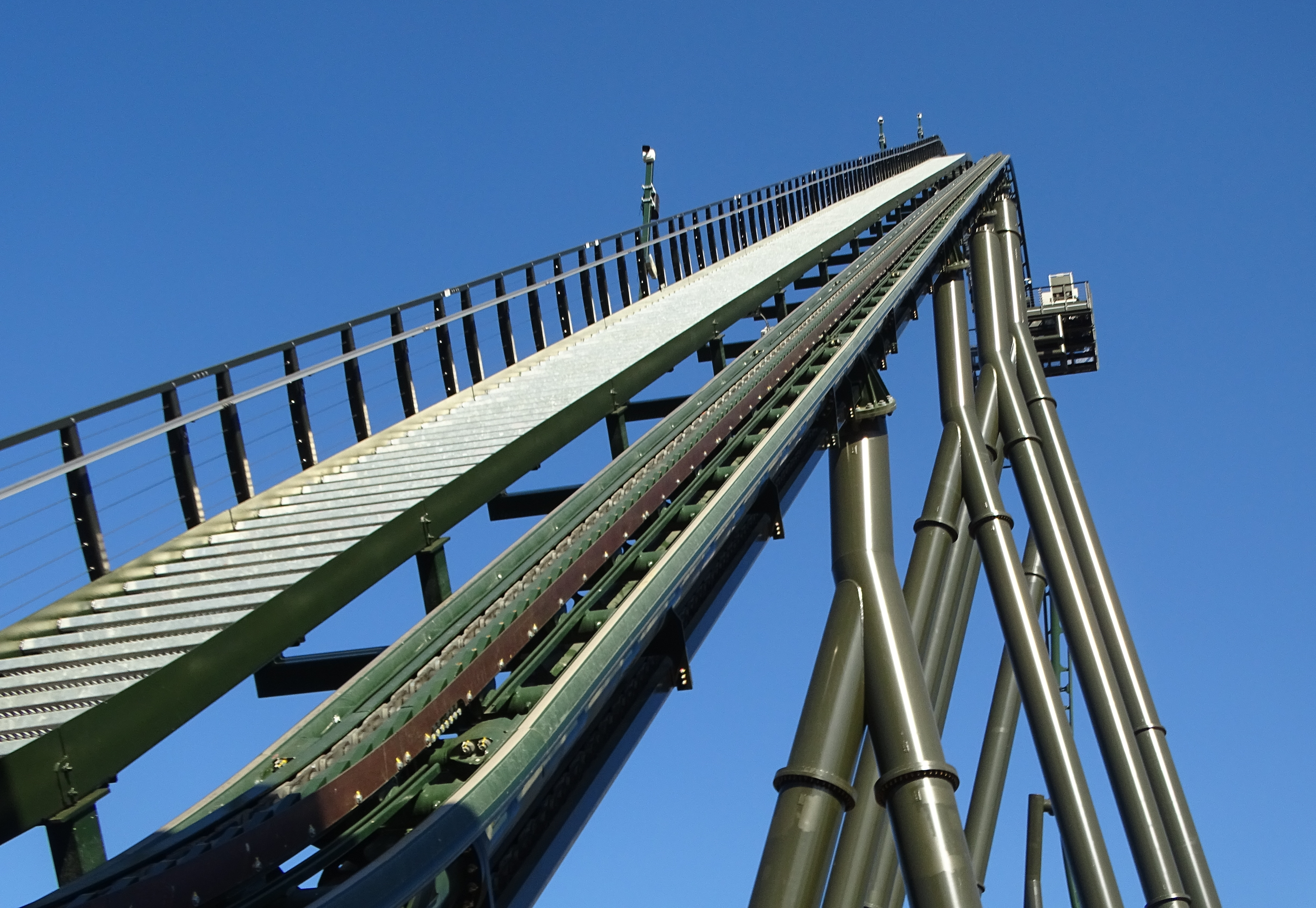
Le lift.
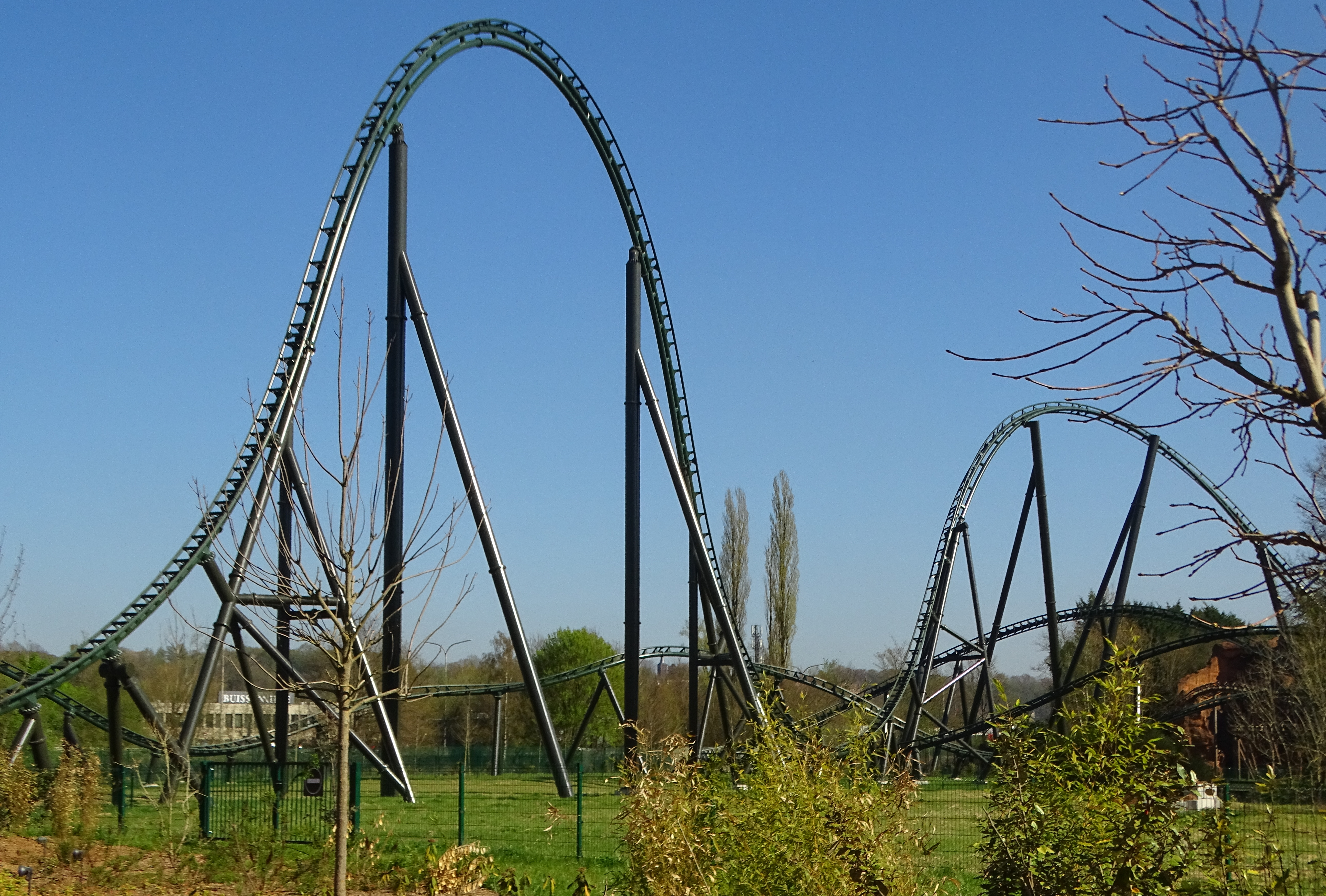
La première bosse.
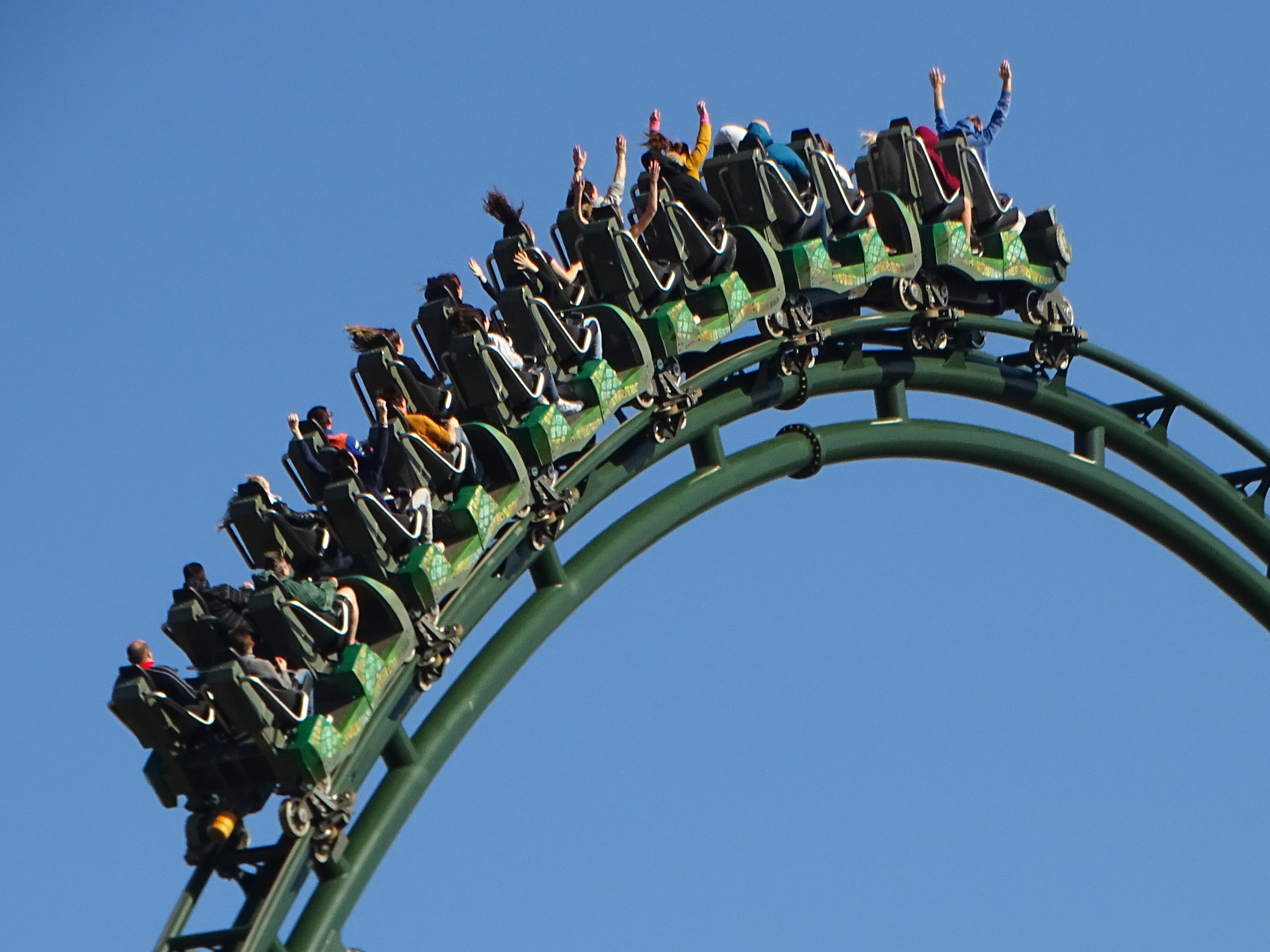
Un train sur la première bosse.
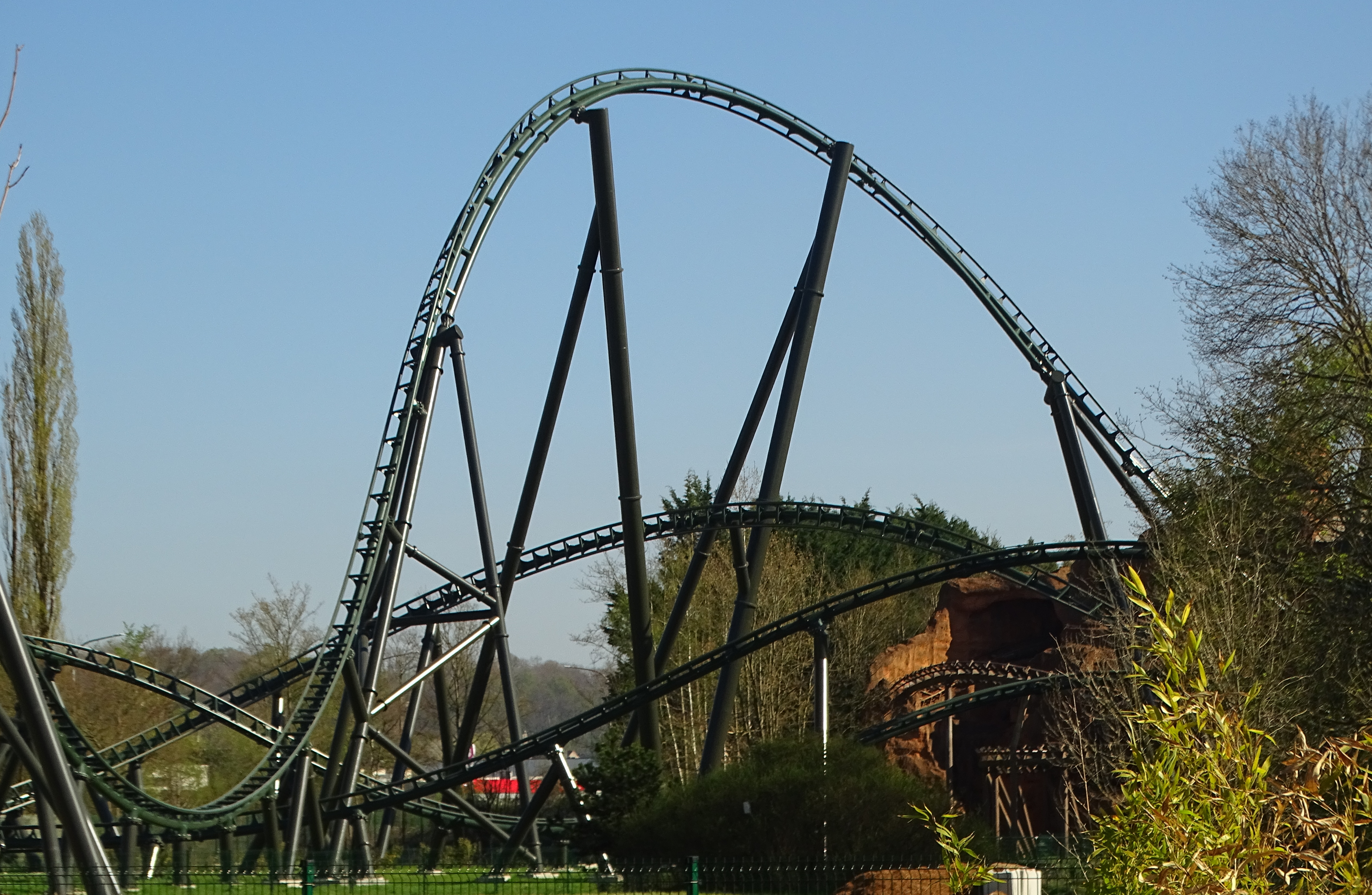
Le « décrochage mural ».
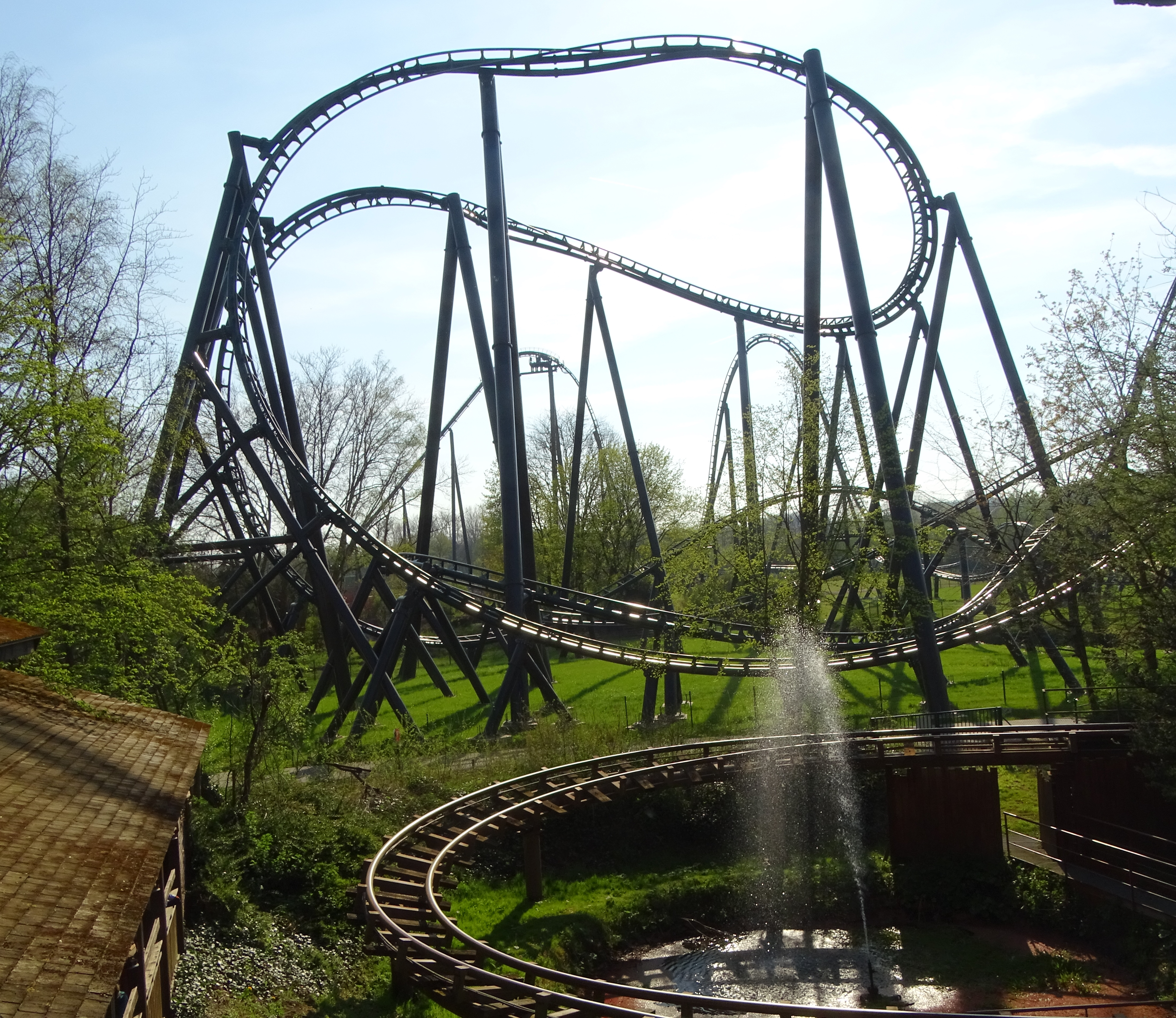
Le non-inverted cobra roll vu depuis Calamity Mine.
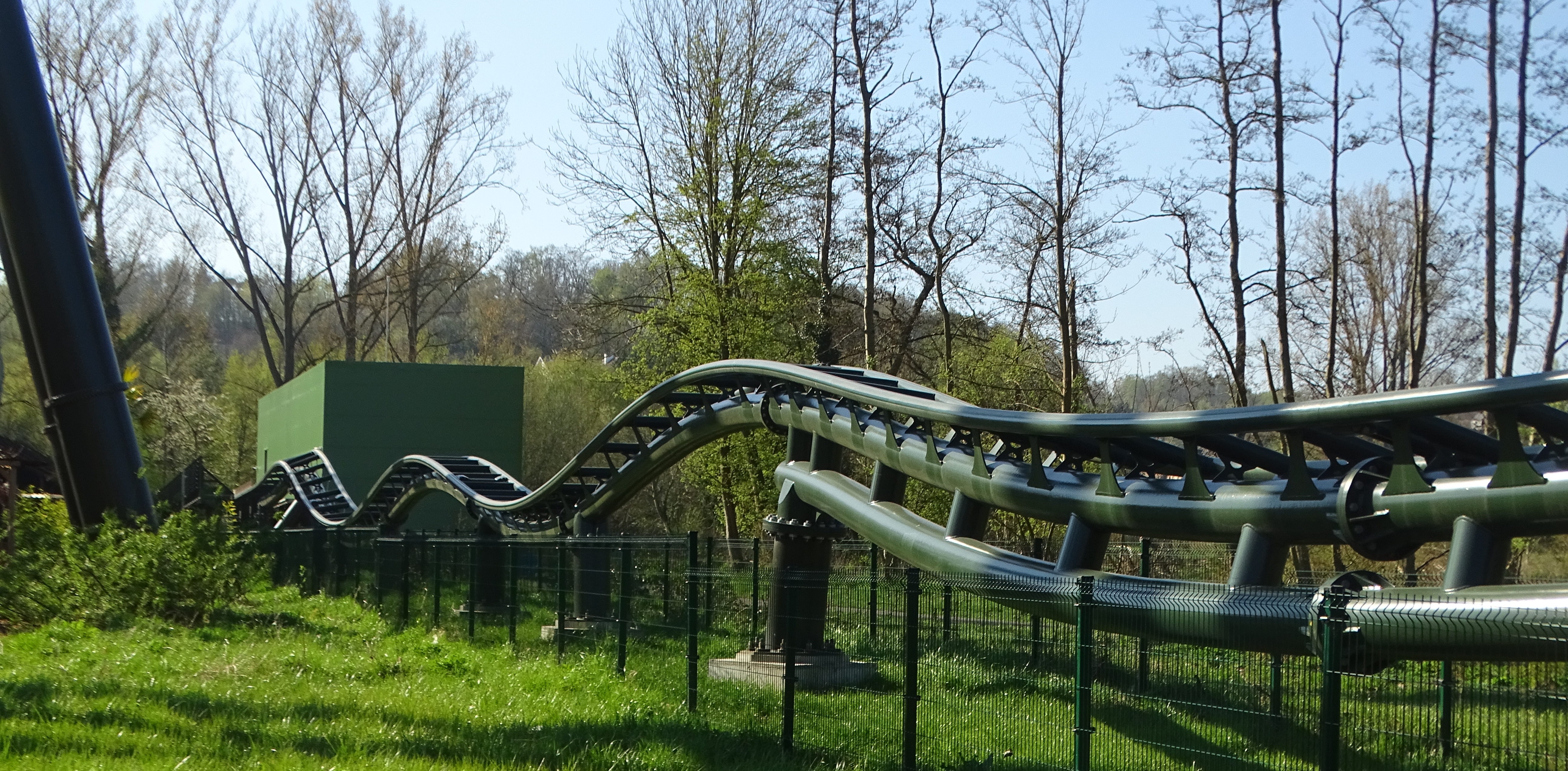
Les bosses finales.